# Opatówek
Pour les articles homonymes, voir Opatówek (homonymie).
Opatówek est une localité polonaise, siège de la gmina d'Opatówek, située dans le powiat de Kalisz en voïvodie de Grande-Pologne.